# Međunarodna automobilistička federacija
Međunarodna automobilistička federacija, fra. Federation Internationale de l'automobile (skraćeno FIA) je organizacija osnovana 20. srpnja 1904. koja sakuplja većinu svjetskih autoklubova. Sjedište joj je u Parizu, a trenutni predsjednik je Mohammed Ben Sulayem. FIA također promovira sigurnost na cesti. 
FIA je upravljačko tijelo većine automobilističkih svjetskih prvenstava među koje spadaju: 
| Jednosjedi                                    |
| --------------------------------------------- |
| FIA Formula One World Championship            |
| FIA Formula 2 Championship                    |
| FIA Formula 3 Championship                    |
| FIA Formula E Championship                    |
| FIA Masters Historic Formula One Championship |
| FIA Lurani Trophy for Formula Junior Cars     |
| CIK-FIA Karting World Championship            |
| FIA Formula Three World Cup                   |
| Prvenstva turističkih automobila              |
| FIA World Touring Car Championship            |
| FIA European Touring Car Cup                  |
| Prvenstva sportskih automobila                |
| FIA World Endurance Championship              |
| FIA Masters Historic Sports Car Championship  |
| FIA GT World Cup                              |
| Reli                                          |
| FIA World Rally Championship                  |
| FIA European Rally Championship               |
| FIA Middle East Rally Championship            |
| FIA African Rally Championship                |
| FIA Asia-Pacific Rally Championship           |
| FIA Alternative Energies Cup                  |
| FIA European Historic Rally Championship      |
| FIA European Rally Cup                        |
| FIA Trophy for Historic Regularity Rallies    |
| Off-Road                                      |
| FIA Cross-Country Rally World Cup             |
| FIA World Rally Cross Championship (WRX)      |
| FIA European Rallycross Championship (ERX)    |
| FIA European Autocross Championship           |
| Hillclimbing                                  |
| FIA European Hill Climb Championship          |
| FIA International Hill Climb Cup              |
| FIA Hill Climb Masters                        |
| FIA Historic Hill Climb Championship          |
| Ostale trkaće serije                          |
| FIA European Truck Racing Championship        |
| T1 Prima Truck Racing Championship            |
| FIA European Drag Racing Championship         |